# عظیم‌کندی
روستای عظیم‌کندی مرکز دهستان یولاگلدی  بخش مرکزی شهرستان شوط در استان آذربایجان غربی ایران است.

## جمعیت
این روستا در دهستان یولاگلدی قرار دارد و براساس سرشماری مرکز آمار ایران در سال ۱۳۹۵، جمعیت این روستا برابر با ۴۷۶ نفر (۱۳۲ خانوار) بوده‌است. 